# Cabinet (gouvernement)
Pour les articles homonymes, voir Cabinet.

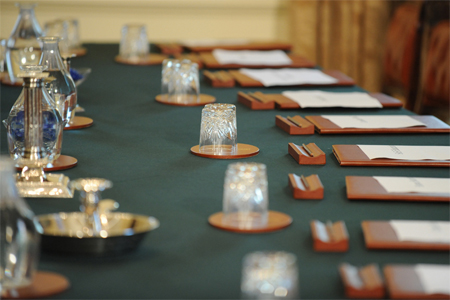
Table du Cabinet du Royaume-Uni

Un cabinet est un organe de décision composé des membres principaux d'un gouvernement, représentant le pouvoir exécutif, en particulier employé dans les pays utilisant le système de Westminster.

## Liste des Cabinets
- Cabinet de l'Australie
- Cabinet d'Azerbaïdjan
- Cabinet du Brésil
- Cabinet du Canada
- Cabinet de l'Espagne
- Cabinet des États-Unis
- Cabinet des Fidji
- Cabinet de l'Indonésie
- Cabinet d'Israël
- Cabinet de l'Italie
- Cabinet du Japon
- Cabinet de Nauru
- Cabinet de Nouvelle-Zélande
- Cabinet des Pays-Bas
- Cabinet du Mexique
- Cabinet de la Norvège
- Cabinet du Royaume-Uni
- Cabinet de la Thaïlande
- Cabinet des Tuvalu
- Cabinet de l'Ukraine